# Tritt ab, wenn sie lachen
Tritt ab, wenn sie lachen ist eine US-amerikanische Filmkomödie aus dem Jahr 1949 von Roy Del Ruth mit Milton Berle und Virginia Mayo. Der Film wurde von Warner Bros. produziert. 

## Handlung
Während der Aufzeichnung der Fernsehshow des populären Entertainers Kip Cooper wird dessen Manager Monte Wilson von einem jungen aufstrebenden Komiker um Hilfe für seine Karriere gebeten. Wilson erzählt dem jungen Mann über den Werdegang Coopers.
Kips Karriere beginnt, als er Mitglied einer Varietégruppe wird und auf Bühnen an der Ostküste auftritt. Seine Kollegen sind von Kips Selbstsucht angewidert. Kip bandelt mit Fay Washburn, einem Ensemblemitglied, an. Als sie nach einiger Zeit von Heirat spricht, lässt er sie fallen. Von Wilson verlangt er bessere Auftritte. Wilson moniert, dass Kip eigene Witze und Sketche entwickeln sollte, statt das Material anderer Komiker zu kopieren. 
Fay besucht eine Handelsschule, um sich weiterzubilden. Sie lädt Kip zu einem Abendessen mit ihren Eltern ein. Sam und Gracie Washburn sind ehemalige Varietékünstler. Kip hat einige Nummern der beiden in seinem Repertoire und führt sie vor. Er kann Fay überzeugen, die Schule zu verlassen und mit ihm aufzutreten. Als sie ihre Nummer vor Wilson aufführen, ist der enttäuscht, da die Nummer zu antiquiert sei. Er bietet Kip stattdessen ein Engagement als Solokünstler in einem Nachtclub an.
Die Aufführung wird für Kip zu einer Katastrophe. Seine Nummer kommt nicht an, das Publikum stürmt die Bühne und er muss ohne Gage aus dem Nachtclub flüchten. Am nächsten Morgen erzählt Fay ihm von Besetzungsproben für die Hauptrolle einer Operette. Zwar erhält der Schwager des Theatermanagers die Rolle, doch er informiert Kip, dass er in Minneapolis das Ensemble verlassen werde. Darum soll Kip eine kleine Nebenrolle besetzen, um dann für ihn einzuspringen. Kip bekommt die Nebenrolle, erzählt aber Fay und ihren Eltern, er sei für die Hauptrolle engagiert worden. Die Washburns besuchen die Premiere. Kip schlägt einen der Schauspieler versehentlich k.o. und übernimmt dessen Rolle. Auf der Bühne liefert er aus dem Stegreif seine Komikernummern ab, was dazu führt, dass er gefeuert wird.
Der Komödiant Eddie Eagan, ein alter Freund der Washburns, hat Fay als Sängerin für sein neues Musical engagiert. Als Eddie während einer Aufführung einen Herzinfarkt erleidet, kann Kip, der Eagans Nummern beherrscht, ihn ersetzen. Kips Auftritt wird zu einem Erfolg. Zudem beginnt er sich für Nancy, Eagans junge Ehefrau, zu interessieren. In seinem Egoismus hofft Kip, dass Eagan bis zur Broadwaypremiere des Musicals nicht auftreten kann. Doch Eagan kündigt seine baldige Rückkehr auf die Bühne an.
Am Abend vor der Premiere lädt Eagan Kip ein, mit ihm eine Nummer zu spielen. Bei der Aufführung bricht Eagan zusammen und stirbt. Kip wird von Fay für Eagans Tod verantwortlich gemacht. Auch wenn der Notarzt versichert, dass Kip keinerlei Schuld trifft, fühlt dieser sich schuldig. Nancy bietet ihm die Rolle ihres Mannes im Musical an. Doch Kip will ab sofort seine eigenen Nummern spielen und startet eine erfolgreiche eigene Karriere. Später verkünden er und Fay auf der Bühne ihre Hochzeitspläne.

## Produktion
Gedreht wurde der Film von Mitte Juli bis Mitte September 1949 in den Warner-Studios in Burbank.
Laut einem Artikel der The New York Times war der Arbeitstitel des Films The Thief of Broadway, eine Anspielung auf die Eigenheit der Hauptfigur, Material anderer Komiker zu kopieren. Hauptdarsteller Milton Berle wurde selbst dieser Vorgehensweise beschuldigt. Berle wies dies jedoch mit der Aussage zurück, er habe diese Gerüchte selber gestreut.

## Stab und Besetzung
Robert M. Haas war der Art Director, Leah Rhodes, Leon Roberts, Ralph Hibbs und Rudy Harrington die Kostümbildner.
In kleinen nicht im Abspann erwähnten Nebenrollen traten Mary Castle, Creighton Hale, Francis McDonald, Sid Melton und Paul Panzer auf.

## Musik
Im Film kamen folgende Songs zur Aufführung:
- Brothers, Say Farewell, This Is Not Goodbye, May We Say Hello, Clink Your Glasses und Give Me a Tam-Tam-Tamborine von Sammy Cahn
- You're Too Intense und Always Leave Them Laughing von Sammy Cahn und Milton Berle
- April Showers von Louis Silvers und Buddy DeSylva
- Miss Otis Regrets von Cole Porter
- Carolina in the Morning von Walter Donaldson
- Embraceable You von George Gershwin

## Veröffentlichung
Die Premiere des Films fand am 23. November 1949 in New York statt. In der Bundesrepublik Deutschland wurde er am 24. Juli 1970 im deutschen Fernsehen ausgestrahlt. 

## Kritiken
Das Lexikon des internationalen Films schrieb: „Ein Showfilm über das Showgeschäft, aufbereitet als verrückt-ausgelassene Komödie um die Arbeit eines Komikers auf dem Weg zu Ruhm und Erfolg, die als Mischung von Glamour und Schwerarbeit vorgestellt wird.“
Der TV Guide befand, dass, je nachdem ob man ein Milton-Berle-Fan sei oder nicht, der Sprung vom Fernsehbildschirm auf die Kinoleinwand entweder eine Lachparade oder ein Flop werde. Die durchgeknallten Slapstickeinlagen werden Kinder für sich einnehmen.
Bob Thomas schrieb in der San Bernardino Sun, dass Berle fast zwei Stunden auf der Leinwand verbringe, um jeden vorstellbaren Stunt zu absolvieren. Viele davon seien lustig, aber durch den konstanten Zufluss an Gags könnte man zutiefst erschüttert werden.